# Rushing River Provincial Park
Rushing River Provincial Park är en park i Kanada.   Den ligger i provinsen Ontario, i den sydöstra delen av landet, 1 500 km väster om huvudstaden Ottawa. Rushing River Provincial Park ligger 353 meter över havet. Den ligger vid sjöarna  Blindfold Lake Dogtooth Lake och Muskie Lake.
Terrängen runt Rushing River Provincial Park är platt. Trakten runt Rushing River Provincial Park är nära nog obefolkad, med mindre än två invånare per kvadratkilometer.. 
I omgivningarna runt Rushing River Provincial Park växer i huvudsak blandskog.